# Nevado de Acay

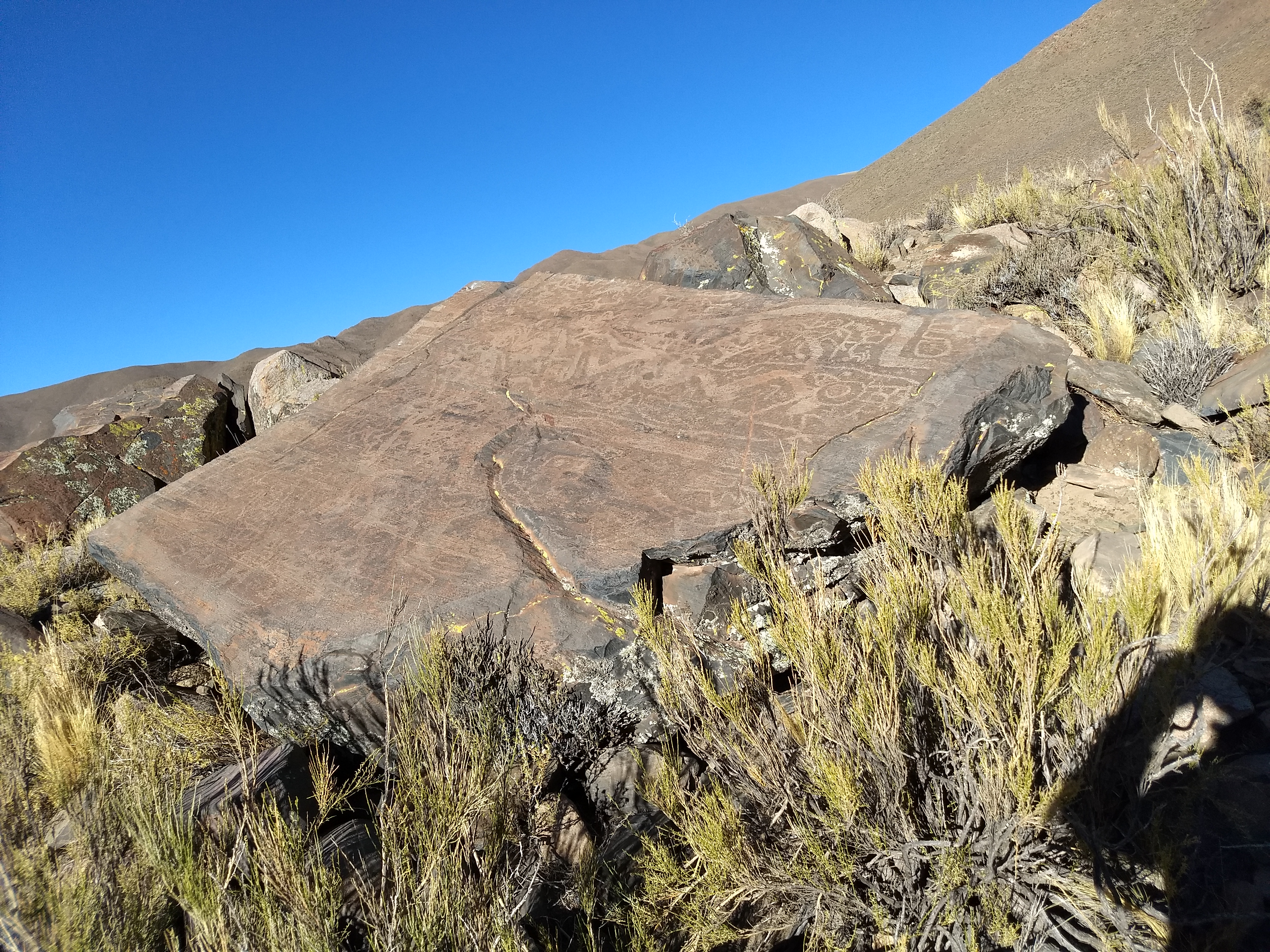
Petróglifos ubicados al pie del nevado El Acay, La Encrucijada. Salta.

El Cerro Acay, o más conocido como Nevado de Acay, es un accidente geográfico perteneciente a la Cordillera de los Andes, ubicado en la provincia de Salta en el límite de los departamentos de Rosario de Lerma y La Poma.
Con una altura de 5750 m s. n. m. (o 18 864 pies) en las coordenadas geográficas: 24°25′01.7″S 66°09′38.7″O / -24.417139, -66.160750 el macizo se compone de una cumbre principal (Acay grande) y, como prolongación en dirección sudeste, de un par de cumbres menores de 5350 m s. n. m. denominado Acay Chico.

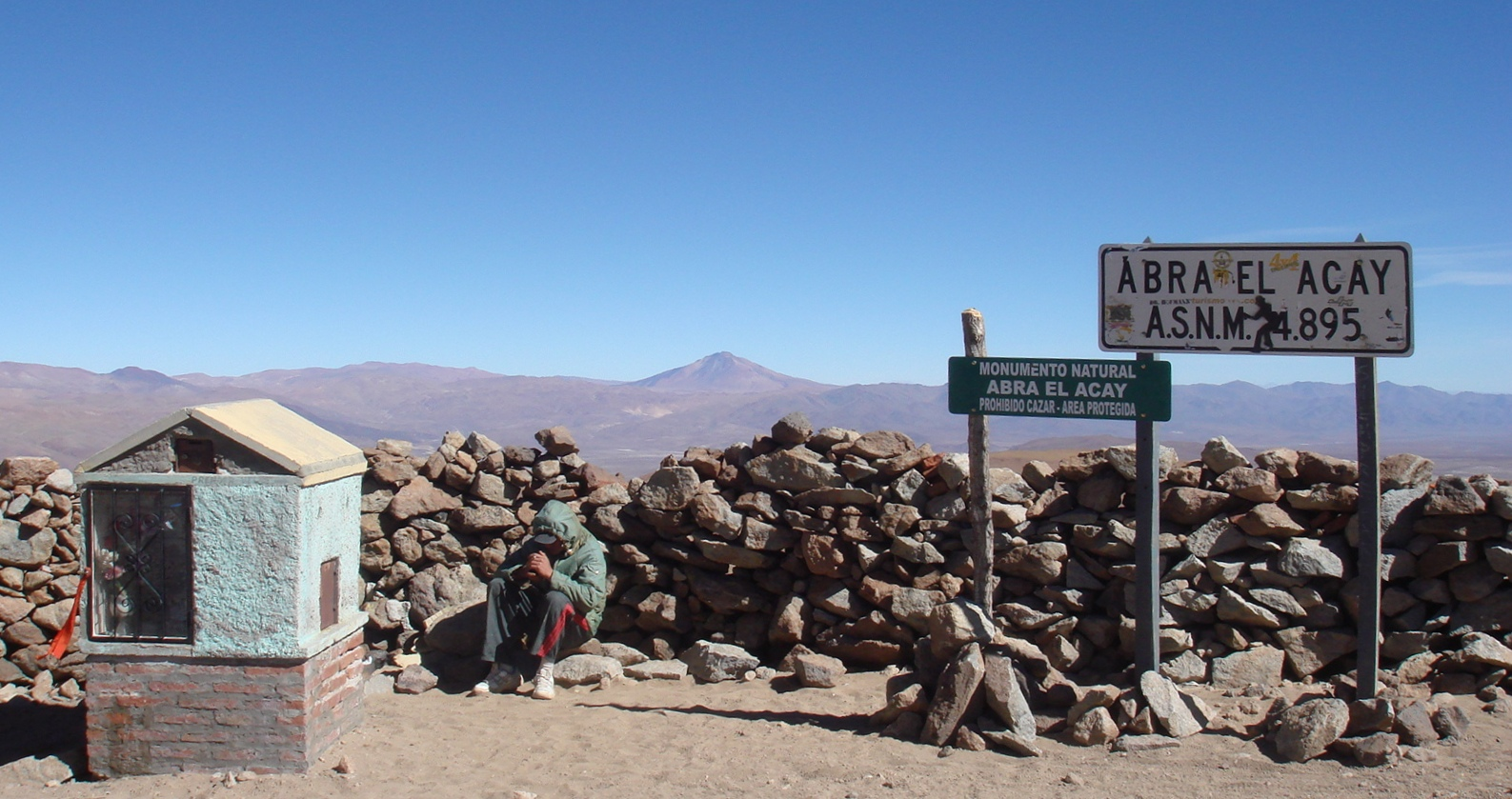
El abra de Acay en la Ruta Nacional 40, es el paso carretero más alto de la Argentina y posiblemente también de América, con 5061  Se encuentra en la ladera del cerro.

Desde el punto de vista deportivo, el Nevado de Acay es un gran reto para montañistas. Si bien técnicamente no presenta dificultad alguna, por su altura se precisa de aclimatación previa antes de su ascenso.
La montaña y sus alrededores cubren un área entre 100 y 150 km²; precisamente esta área fue cruzada por el camino del inca en varias direcciones. Actualmente, la emblemática y reconocida  Ruta Nacional 40 Argentina atraviesa el maciso  por el Abra del Acay (a 5061 m s. n. m.), un estrecho paso entre los altos cerros Saladillo (5378 m) y Acay (5750 m).